# Pigny
Pigny – miejscowość i gmina we Francji, w Regionie Centralnym, w departamencie Cher.
Według danych na rok 1990 gminę zamieszkiwały 674 osoby, a gęstość zaludnienia wynosiła 83 osoby/km² (wśród 1842 gmin Regionu Centralnego Pigny plasuje się na 562. miejscu pod względem liczby ludności, natomiast pod względem powierzchni na miejscu 1239.).